# Materielle Kultur
Als materielle Kultur oder materiale Kultur, auch Sachkultur, wird die von einer Kultur oder Gesellschaft hervorgebrachte Gesamtheit der Geräte, Werkzeuge, Waffen, Bauten, Kleidungs- und Schmuckstücke und anderes Materielles bezeichnet. Die Forschung zur materiellen Kultur beschäftigt sich mit der Rolle dieser Gegenstände für die sie herstellenden und nutzenden Menschen und fragt danach, welche Bedeutung den Gegenständen zugesprochen wird und auf welche Weise die Gegenstände wiederum die Wahrnehmung beeinflussen.
Demgegenüber stellt die immaterielle Kultur das zugrundeliegende Wissen um die materielle Kultur und die Umwelt dar und umfasst die mündlich überlieferten Traditionen. Materielle und immaterielle Kultur wirken identitätsstiftend auf die sie nutzende Gesellschaft.

## Forschung
Die materielle Kultur ist ein Forschungsgebiet der Museologie, Ethnologie (Völkerkunde), Volkskunde, Soziologie, der Geschichts-, Technik- und Kunstwissenschaft sowie der Archäologie.
Von Bedeutung ist die Abgrenzung zum Begriff der archäologischen Kultur, sie beschreibt ein räumlich, zeitliches Segment innerhalb einer materiellen Kultur.
Eine universitäre Behandlung von materieller Kultur findet im deutschen Sprachraum beispielsweise in den Studiengängen Museologie und materielle Kultur (BA) und Museumswissenschaft / Museum Studies (MA) an der Julius-Maximilians-Universität Würzburg statt. Die Ur- und Frühgeschichte ist fast gänzlich auf die Erforschung der materiellen Kultur angewiesen; als Quelle für Rückschlüsse auf das Leben in untergegangenen schriftlosen Gesellschaften ist nur deren hinterbliebene materielle Kultur zugänglich. Ein Ziel der Ethnologie ist die umfassende und unmittelbare Beobachtung des Umgangs mit Alltagsobjekten in verschiedenen Kulturen (siehe auch Kybernetische Anthropologie).

## Verbindung zum gesellschaftlichen Alltag
Kultur und materielle Gegenstände sind ohneeinander nicht denkbar. Erst die Verbindung von Materiellem und Immateriellem ermöglicht einen Zugang zum Verstehen des Alltags von Ethnie und Gesellschaften. Zu einem Gegenstand kann keine Verbindung entstehen, wenn seine geistigen Ausdrucksformen in Sprache und Text nicht in Zusammenhang mit dem Handwerk betrachtet werden. Dabei sind das Wissen und Handeln – wie auch die materiellen Gegenstände – in jeder Kultur unterschiedlich und müssen daher immer wieder neu betrachtet werden.

## Dingbedeutsamkeit
Der Begriff Dingbedeutsamkeit wurde 1962 vom deutschen Volkskundler Karl-Sigismund Kramer eingeführt. Demnach sollten die praktische Funktion eines Gegenstandes und seine emotionale Bedeutung in einem Zusammenhang zueinander stehen, damit nicht die Gefahr bestehe, die betrachteten Objekte als etwas Isoliertes oder Abgetrenntes anzusehen. Andernfalls würden materielle Dinge allenfalls als „tot“ erklärt, was als falsch gelten würde, da Kramer ihnen eine Beseelung zusprach.

## Versuche der systematischen Dokumentation
In der Phase der Entwicklung der Ethnologie zur Wissenschaft, im 19. Jahrhundert, wurde ein rasches Anwachsen ethnographischer Sammlungen in Völkerkundemuseen erkennbar. Es wurde erhofft, dies führe in Zusammenhang mit einer Grundlage für eine einheitliche Beschreibung zu systematischem Wissen über die Dinge. Solche Sammlungen erschwerten jedoch den Umgang mit den Dingen, da sie die problematische Abgrenzung von geistiger und materieller Kultur herbeiführten. Sammlungen sind bereits das Ergebnis einer Auswahl und reflektieren damit nicht nur die Verhältnisse der Gesellschaften, aus der sie stammen, sondern auch die Vorstellungen der europäischen Gesellschaft. Studien zur materiellen Kultur dürfen sich also nicht auf Museen beschränken, sondern müssen den Umgang mit den Dingen im Alltag dokumentieren. Wenn ein Objekt aus dem Alltag gerissen wird, gehen dabei viele wichtige Informationen verloren.